# Йохан Алойз I фон Йотинген-Шпилберг
Йохан Алойз I Себастиан Игнац Филип фон Йотинген-Шпилберг (на немски: Johann Aloys I Sebastian Ignaz Philipp, Fürst zu Oettingen-Oettingen und Oettingen-Spielberg; * 18 януари 1707 в дворец Йотинген в Йотинген; † 16 февруари 1780 в дворец Йотинген в Йотинген) е 2. княз на Йотинген-Йотинген и Йотинген-Шпилберг в Баден-Вюртемберг (1737 – 1780).
Той е син на императорския кемерер, таен съветник и имперски дворцов съветник, 1. княз Франц Албрехт фон Йотинген-Шпилберг (1663 – 1737) и съпругата му фрайин Йохана Маргарета фон Швенди (1672 – 1727), наследничка на Швенди и Ахщетен, дъщеря на фрайхер Франц Игнац фон Швенди, господар на Хоенландсберг (1628 – 1686) и графиня Мария Маргарета Йохана Фугер цу Гльот (1650 – 1719). По-малкият му брат е 3. княз Антон Ернст фон Йотинген-Шпилберг фон Йотинген-Шпилберг (1712 – 1768). На 18 юли 1734 г. Йохан Алойз I е издигнат на имперски княз.
Йохан Алойз I фон Йотинген-Шпилберг умира на 73 години на 16 февруари 1780 г. в [[Йотинген.
Понеже има две дъщери той е наследен от племенника му Йохан Алойз II (1758 – 1797). До днес дворците Йотинген и Хиршбрун са собственост на линията Йотинген-Шпилберг.

## Фамилия
Йохан Алойз I фон Йотинген-Шпилберг се жени на 23 май 1735 г. във Ватцдорф при Рорбах за херцогиня Тереза Мария Анна фон Холщайн-Зондербург-Визенбург (* 19 декември 1713, Виена; † 14 юли 1745, Йотинген), дъщеря на херцог Леополд фон Шлезвиг-Холщайн-Зондербург-Визенбург (1674 – 1744) и принцеса Мария Елизабет фон Лихтенщайн (1683 – 1744). Съпругата му умира след раждането на третата им дъщеря. Те имат три дъщери:
- Мария Леополдина Елизабет Тереза София Шарлота Нотгера (* 28 ноември 1741, Йотинген; † 28 февруари 1795, Виена), омъжена на 12 януари 1761 г. за княз Ернст Кристоф фон Кауниц-Ритберг (* 6 юни 1737, Виена; † 19 май 1797, Виена), син на Венцел Антон фон Кауниц (1711 – 1794), австрийски външен министър и канцлер (1753 – 1792)
- Мария Шарлота Филипина Елеонора Антония Нотгера (*/† 14 март 1743)
- Мария Елеонора Габриела Еуфрозина Валбурга Анна Нотгера, херцогиня Лори (* 7 юли 1745, Йотинген; † 26 ноември 1812, Виена), наследява от леля си Мария Елеонора фон Холщайн (1715 – 1760), херцогиня на Гуастала, имоти в Моравия и е близка с Йозеф II, омъжена на 30 март 1761 г. във Виена за княз Карл Боромеус фон Лихтенщайн (* 29 септември 1730, Виена; † 21 февруари 1789, Виена)